# Peak House (Sidmouth)

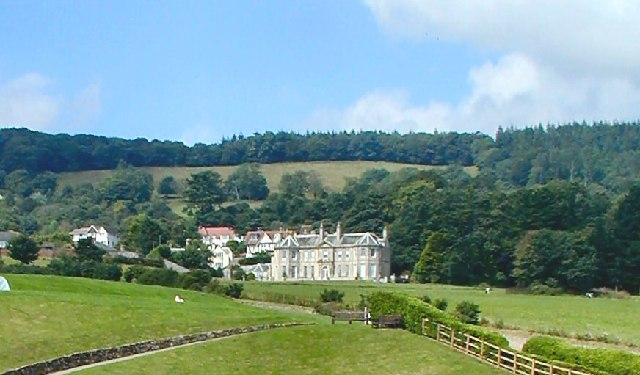
Peak House

Peak House em Sidmouth, Devon, é um edifício projectado por Evelyn Hellicar. Foi concluído em 1904 e é inteiramente feito de pedra de cerveja. É um edifício encontra-se listado como Grau II.